# Treehouse of Horror IX
Treehouse of Horror IX, llamado La casa-árbol del terror IX en España y La casita del horror IX en Hispanoamérica, es el cuarto episodio de la décima temporada de la serie de dibujos animados Los Simpson y el noveno especial de Halloween, emitido originalmente el 25 de octubre de 1998 en Estados Unidos (6 días antes de Halloween). El episodio fue escrito por Donick Cary, Larry Doyle y David X. Cohen, y dirigido por Steve Dean Moore. Las estrellas invitadas fueron Robert Englund, Ed McMahon, Jerry Springer, Regis Philbin y Kathie Lee Gifford. Es el primer capítulo en alta definición.

## Sinopsis

### Secuencia de presentación
La secuencia inicial es igual que la presentación original, pero con temática de Halloween: en vez de que Bart escriba una broma con tiza en la pizarra, escribe The Simpsons Halloween Special IX con sangre. Luego, cuando Homer estaciona su auto fuera de la puerta del garaje, Bart salta con su patineta por encima del auto, pero resbala, se rompe el cuello al chocar contra la acera y muere. Lisa llega con su bicicleta pero se tropieza con el cadáver de Bart, queda entrancada en el techo y también muere. Marge y Maggie llegan con el auto persiguiendo a Homer, pero el auto no se detiene e impacta contra el estómago de Homer, asesinándolo. Freddy Krueger y Jason Voorhees están sentados en el sofá, esperando a la familia.

#### Hell Toupée (El Bisoñé Diabólico enHispanoamérica, Tupé Infernal enEspaña)
Snake es arrestado por fumar dentro del Kwik-E-Mart. El jefe Wiggum explica que Snake ha quemado un orfanato, ha matado a varias monjas (según Snake, lo hizo en defensa propia), y ahora fuma en un lugar donde está prohibido, por lo que ya ha cometido tres delitos, y es condenado a la pena de muerte. Antes de irse, Snake amenaza a los testigos que hay en el lugar diciendo que volverá por ellos (Apu y Moe), pero cuando se iba, el jefe de Policía le dice "Y no te olvides de Bart Simpson" (quien estaba escondido), diciendo Snake: "Date por muerto, muchacho". Los policías llevan a Snake a un programa de televisión conducido por Ed McMahon y producido por la Fox. Snake es ejecutado con la silla eléctrica. Luego de eso, Homer recibe una llamada del Dr. Nick Riviera, quien le hará un trasplante. El doctor le coloca el cabello de Snake a Homer y este está feliz por tener cabello nuevamente. 
Esa noche, el cabello de Snake se apodera del cerebro de Homer y le obliga a vengarse de las personas que lo electrocutaron, primero este se dirige al mini-supermercado de Apu y asesina brutalmente a este. Cuando Homer cometió este asesinato, tenía la voz de Snake. Luego, Homer, controlado nuevamente por el cabello de Snake, asesina a Moe, segundo testigo en el supermercado durante el arresto de Snake, arrancándole el corazón con un sacacorchos. 
Bart deduce que todos los testigos del arresto del ladrón muerto están siendo asesinados, y que él es el siguiente. Homer, queriendo proteger a su hijo, coloca varias maderas en la puerta de la habitación de Bart para evitar que nadie entre allí. Pero de repente, Homer es controlado por el cabello de Snake y trata de asesinar a Bart con martillazos. En el último momento Homer recupera el control y se quita el cabello, sin embargo, el cabello aún tiene vida e intenta atacar a Bart. Afortunadamente, el jefe Wiggum y sus compañeros entran a la habitación y le dan varios disparos al cabello del ladrón, terminando con la masacre.

#### The Terror of Tiny Toon (Terror en Caricatulandia enHispanoamérica, El terror de los dibujos animados enEspaña)
Krusty está vestido de vampiro en su programa y está a punto de presentar el episodio de Halloween de Itchy and Scratchy. Justo cuando el episodio va a comenzar, Marge apaga la televisión, ya que no quiere que sus hijos vean programas violentos. Para asegurarse de que no enciendan la televisión, Marge le quita las baterías al control remoto y se va junto con Maggie a buscar dulces al vecindario. Bart agarra la caja de herramientas de Homer y busca alguna batería, pero encuentra plutonio. Lisa quiere que Bart suelte el plutonio, y, de repente, logran encender la televisión y descubren que el plutonio es mágico. Unos momentos después, Bart y Lisa se encuentran en el mundo de Itchy and Scratchy y primero, están felices de estar junto con sus caricaturas favoritas.
Pero, tras ver que ambos niños gozan con el sufrimiento de Scratchy, el gato y el ratón se unen y empiezan a intentar asesinar brutalmente a Bart y Lisa. Ellos se suben a una patrulla, pero los conductores de ésta son Itchy y Scratchy, quienes tratan de matar nuevamente a Bart y a Lisa, esta vez con una sierra eléctrica. Allí aparece el odiado personaje Poochie (voz de Dan Castellaneta) con una patineta, cuando es atropellado por el taxi que Itchy y Scratchy conducen a toda velocidad. Bart, conociendo el mundo de las caricaturas, dibuja un botón que dice Eject y salen disparados al aire del taxi, pero ahora van a caer a un campo. Cuando caen, se encuentran nuevamente en la casa del ratón y este, junto con el gato, reaparecen. Bart y Lisa ven que del otro lado está Homer viendo la televisión. Los niños intentan decirle a Homer que utilice el control remoto para sacarlos de allí y lo hace, luego de que unos peces carnívoros devoren el cuerpo de Bart. 
Ya en el mundo real, Lisa aprieta el botón Retroceder del control remoto y Bart tiene nuevamente el resto de su cuerpo. Itchy and Scratchy salen del televisor, pero en el mundo real, tienen el tamaño de un gato y ratón reales. Homer decide tener a Itchy como a una mascota colocándolo en la jaula de un hámster y Scratchy se enamora de Snowball II. Marge acepta quedárselo con la condición de que lo castren.

#### Starship Poopers (Pulpos Galácticos (LAT) / Pañales espaciales (ESP))
Un día común, los Simpson están desayunando cuando a Maggie le crece su primer diente, el cual es filoso. Luego, se le caen las piernas de bebé. Kang y Kodos llegan a la Tierra y tocan el timbre en la casa de la familia Simpson, reclamando a Maggie. Marge le revela a Homer que Kang es el verdadero padre de Maggie. Marge empieza a relatar la historia: una noche, hace dos años, ella colgaba la ropa cuando unos extraterrestres la capturaron. Dentro de la nave, los extraterrestres le decían a Marge que ella había sido seleccionada para el mestizaje de la especie y que debía elegir el lugar de apareamiento. Las opciones eran: la fiesta de un amigo, en la parte trasera de un auto, en el baño de un avión o en un callejón detrás de un cine de películas pornográficas. Marge elegía el callejón y ella relataba que al principio se resistió, pero que le aplicaron poderosas técnicas de confusión mental (aunque, en realidad, Kang le dijo ¡Mira eso! y le disparaba un rayo de inseminación). Nueve meses después, Maggie nació. 
Bart recomienda que deben resolver el conflicto. La familia Simpson y Kang aparecen en The Jerry Springer Show. Cuando una mujer del público le dice a Kang que es padre muy irresponsable, Kang y Kodos vaporizan al público con su arma de rayos. Maggie se pelea con Jerry Springer y Homer con Kang. 
Ya fuera del estudio, los Simpson se quedan con Maggie, mientras que Kang y Kodos en represalia deciden ir a Washington D. C. para asesinar a los políticos. Homer le dice a Maggie que todos juntos irán a casa, entonces la bebé empieza a hablar con una voz idéntica a la de Kang, diciendo "¡Muy bien, yo conduciré!"; el segmento y el episodio terminan con la voz de Maggie diciendo que quiere sangre.